# Ski Jump Challenge 2003
Ski Jump Challenge 2003; RTL Ski Jumping 2003; RTL Skispringen 2003 – czwarta część serii gier komputerowych RTL Ski Jumping o skokach narciarskich. Zawiera 21 skoczni na których rozgrywane są zawody. Od tej części startujemy w trzech ligach: juniorskiej, amatorskiej i profesjonalnej. Na początku w trybie kariery zaczynamy jako szesnastolatek. Umiejętności podnosimy trenując u różnych trenerów. Wpływ na nasze skoki ma również sprzęt i jakość nawoskowania nart. Oprócz startów w zawodach pieniądze zdobywamy dzięki sponsorom i wygranym w quizie (kolejna nowość) zawierającym 1000 pytań z kategorii sportów zimowych i gier komputerowych. Dzięki zwycięstwom awansujemy na skoczniach do kolejnych, wyższych lig. W rozgrywce towarzyszą nam wyłącznie fikcyjni zawodnicy nie licząc reprezentantów Niemiec. Na nasze wyniki mają też wpływ różne zdarzenia losowe. W porównaniu z poprzednią wersją skocznie przypominają swoje realne odpowiedniki. Zmieniono system wybicia, teraz mogliśmy zadecydować o jego sile jak i czasie. Wprowadzono również tryb gry online (tylko na PC). Z powodu braku kompromisu między polskimi dystrybutorami a wydawcą, gra nie została wydana w Polsce (podobnie jak wersje 2004 i 2005).